# 善無県
善無県（ぜんむ-けん）は中華人民共和国山西省にかつて存在した県。現在の朔州市右玉県南部に相当する。
秦朝により設置され、雁門郡郡治とされる。後漢末の建安年間に廃止された。南北朝時代になると北魏により善無郡郡治として再設置されるが、孝昌年間に廃止、その後東魏は秀容郡（現在の忻州市北西部）に再設置したが、北周により廃止された。